# UFC 165
UFC 165: Jones vs. Gustafsson — турнир по смешанным единоборствам, проведённый организацией Ultimate Fighting Championship 21 сентября 2013 года на арене «Эйр Канада-центр» в Торонто, Канада.
В главном бою вечера американец Джон Джонс в шестой раз защитил титул чемпиона UFC в полутяжёлой весовой категории, выиграв единогласным решением судей у шведа Александра Густафссона.

## Предыстория
Хедлайнерами турнира стали действующий чемпион UFC в полутяжёлой весовой категории Джон Джонс и претендент Александр Густафссон. Густафссон получил статус официального претендента, одержав ранее шесть побед подряд. Для Джонса это была уже шестая защита, в этом бою он планировал превзойти рекорд Тито Ортиса по количеству непрерывных защит чемпионского пояса в полутяжёлом весе.
Другим важным событием вечера стал поединок между действующим временным чемпионом UFC в легчайшей весовой категории Ренаном Бараном и бывшим чемпионом WEC в легчайшем весе Эдди Уайнлендом. Изначально бойцы должны были встретиться ещё на турнире UFC 161 в Виннипеге, но Баран тогда получил травму ступни, и их противостояние перенесли в Торонто.
Ожидалось, что Мишел Празерис встретится здесь с Марком Бочеком, но тот получил травму и был заменён новичком организации Джесси Ронсоном.
Соперником Ивана Менхивара изначально должен был стать Норифуми Ямамото, но его в конечном счёте убрали из карда турнира и заменили Вилсоном Рейсом.
Турнир транслировался платным телеканалом Fox Sports 1 и позже был показан в рамках UFC Reloaded.

## Результаты
| Категория                              |                    |      |                      | Способ                                                     | Раунд | Время | Примечание |
| Основные бои                           |                    |      |                      |                                                            |       |       |            |
| Полутяжёлый вес                        | Джон Джонс (ч)     | поб. | Александр Густафссон | Единогласное решение (48-47, 48-47, 49-46)                 | 5     | 5:00  | [ 11 ]     |
| Легчайший вес                          | Ренан Баран (вч)   | поб. | Эдди Уайнленд        | Технический нокаут (удар ногой с разворота и удары руками) | 2     | 0:35  | [ 12 ]     |
| Тяжёлый вес                            | Брендан Шауб       | поб. | Мэтт Митрион         | Техническая сдача (удушение д’Арси)                        | 1     | 4:06  |            |
| Средний вес                            | Франсис Кармон     | поб. | Костас Филиппу       | Единогласное решение (30-27, 30-27, 30-26)                 | 3     | 5:00  |            |
| Лёгкий вес                             | Хабиб Нурмагомедов | поб. | Пэт Хили             | Единогласное решение (30-27, 30-27, 30-27)                 | 3     | 5:00  |            |
| Предварительные бои (Fox Sports 1)     |                    |      |                      |                                                            |       |       |            |
| Лёгкий вес                             | Майлз Джури        | поб. | Майк Риччи           | Раздельное решение (29-28, 28-29, 29-28)                   | 3     | 5:00  |            |
| Легчайший вес                          | Вилсон Рейс        | поб. | Иван Менхивар        | Единогласное решение (29-28, 29-28, 29-28)                 | 3     | 5:00  |            |
| Полусредний вес                        | Стивен Томпсон     | поб. | Крис Клементс        | Нокаут (удары руками)                                      | 2     | 1:27  |            |
| Легчайший вес                          | Митч Ганьон        | поб. | Дастин Кимура        | Техническая сдача (гильотина)                              | 1     | 4:05  |            |
| Предварительные бои (Facebook/Youtube) |                    |      |                      |                                                            |       |       |            |
| Лёгкий вес                             | Джон Макдесси      | поб. | Рене Форти           | Нокаут (удары руками)                                      | 1     | 2:01  |            |
| Лёгкий вес                             | Мишел Празерис     | поб. | Джесси Ронсон        | Раздельное решение (28-29, 29-28, 29-28)                   | 3     | 5:00  |            |
| Легчайший вес                          | Алекс Касерес      | поб. | Ролан Делорм         | Раздельное решение (29-28, 28-29, 29-28)                   | 3     | 5:00  |            |
| Тяжёлый вес                            | Данель Омеляньчук  | поб. | Нандор Гуэльмино     | Нокаут (удар рукой)                                        | 3     | 3:18  |            |

## Награды
Следующие бойцы были удостоены денежного бонуса в $50,000:
- Бой вечера: Джон Джонс — Александр Густафссон
- Нокаут вечера: Ренан Баран
- Приём вечера: Митч Ганьон